# Verantwoordelijkheid om te beschermen
Responsibility to Protect (afgekort tot R2P of RtoP), vertaald Verantwoordelijkheid om te Beschermen, is een overeenkomst en doctrine van de Verenigde Naties die in 2005 op de wereldtop unaniem werd voorgesteld en later dat jaar goedgekeurd door de Algemene Vergadering van de Verenigde Naties. De verbintenis tussen de lidstaten erkent dat het de verantwoordelijkheid van iedere individuele staat is genocide, oorlogsmisdaden, misdaden tegen de menselijkheid en etnische zuivering te voorkomen. De internationale gemeenschap heeft de gezamenlijke verantwoordelijkheid om staten hierbij te helpen en zo nodig de hoofdstukken VI  tot VIII van het Handvest van de Verenigde Naties in te roepen. 'Responsibility to Protect' werd vastgelegd in Resolutie A/RES/60/1 van de Algemene Vergadering. De VN-Veiligheidsraad verwelkomde de afspraken van de wereldtop in Resolutie 1631 van 17 oktober 2005 en bevestigde dit nog eens in Resolutie 1674 van 28 april 2006. 

## Speciale Adviseurs van de VN

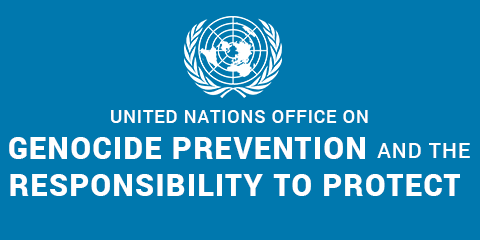
Logo van het kantoor van de Speciale Adviseurs

Ter uitvoering van 'Responsibility to Protect' heeft de VN twee speciale adviseurs aangesteld, die beide zijn gehuisvest in de United Nations Office of the Special Advisers on the Prevention of Genocide and the Responsibility to Protect. In 2004 werd Juan Méndez aangesteld als eerste VN Speciaal Adviseur voor Preventie van Genocide (UN Special Adviser on the Prevention of Genocide). In 2007 werd deze opgevolgd door Francis Deng die werd aangesteld op het niveau van Ondersecretaris-Generaal van de VN.
In 2008 werd Edward Luck benoemd tot VN Speciaal Adviseur voor de Verantwoordelijkheid om te Beschermen (UN Special Adviser on the Responsibility to Protect). Deze kreeg als taak het concept verder te ontwikkelen, in dialoog met de lidstaten en andere betrokkenen. Het werkterrein en de werkwijze van beide Speciaal Adviseurs hangen nauw met elkaar samen.

## Definitie
De verantwoordelijkheid om te beschermen werd na de VN wereldtop in 2005 opgenomen als paragraaf 138 en 139 in het einddocument van de bijeenkomst. Het betekende een belangrijke politieke toezegging van alle lidstaten.  
138. Each individual State has the responsibility to protect its populations from genocide, war crimes, ethnic cleansing and crimes against humanity. This responsibility entails the prevention of such crimes, including their incitement, through appropriate and necessary means. We accept that responsibility and will act in accordance with it. The international community should, as appropriate, encourage and help States to exercise this responsibility and support the United Nations in establishing an early warning capability.
139. The international community, through the United Nations, also has the responsibility to use appropriate diplomatic, humanitarian and other peaceful means, in accordance with Chapters VI and VIII of the Charter, to help protect populations from genocide, war crimes, ethnic cleansing and crimes against humanity. In this context, we are prepared to take collective action, in a timely and decisive manner, through the Security Council, in accordance with the Charter, including Chapter VII, on a case-by-case basis and in cooperation with relevant regional organizations as appropriate, should peaceful means be inadequate and national authorities manifestly fail to protect their populations from genocide, war crimes, ethnic cleansing and crimes against humanity. We stress the need for the General Assembly to continue consideration of the responsibility to protect populations from genocide, war crimes, ethnic cleansing and crimes against humanity and its implications, bearing in mind the principles of the Charter and international law. We also intend to commit ourselves, as necessary and appropriate, to helping States build capacity to protect their populations from genocide, war crimes, ethnic cleansing and crimes against humanity and to assisting those which are under stress before crises and conflicts break out.
Daarnaast benadrukt de verantwoordelijkheid om te beschermen drie belangrijke pijlers van verantwoordelijkheid.  
Pijler één: Iedere staat heeft de verantwoordelijkheid zijn eigen bevolking te beschermen tegen massale wreedheden, namelijk: genocide, oorlogsmisdaden, misdaden tegen de menselijkheid en etnische zuivering. 
Pijler twee: De gehele internationale gemeenschap heeft de verantwoordelijkheid staten hierin te ondersteunen en aan te moedigen. 
Pijler drie: Als een staat faalt in het behoeden van zijn bevolking voor deze misdaden, moet de internationale gemeenschap bereid zijn collectief geschikte actie te ondernemen. Dit moet tijdig en resoluut gebeuren in overeenstemming met het handvest van de VN.

## Achtergrond
Het het einde van de 20ste eeuw werd gekenmerkt door een aantal interne conflicten waarbij in de betreffende landen de burgerbevolking zwaar getroffen werd. Dit initieerde een debat over de verantwoordelijkheid van de internationale gemeenschap om in te grijpen bij dit soort misstanden. Genocides in Cambodia, Rwanda en Bosnië zijn voorbeelden van situaties waarin de internationale gemeenschap machteloos stond.   In 1996 publiceerde de Sudanese diplomaat Francis M. Deng samen met Sadikiel Kimaro, Terrence Lyons, Rothchild, Donald, en I. William Zartman het boek Sovereignity as Responsibility. Hierin beargumenteerde de auteurs dat de soevereiniteit van landen in Afrika niet meer als een absoluut recht tegen inmenging van buitenaf moest worden gezien maar als een verantwoordelijkheid die verloren kan worden bij ernstige misstanden jegens de eigen bevolking.  Het voorstel werd door een commissie opgezet door de Canadese regering opgepakt. Ze hoopten hiermee richtlijnen te creëren voor toekomstige acties binnen de VN, om juridische problemen zoals bij het ingrijpen in Kosovo in de toekomst te voorkomen. In 2001 werd in een rapport opgesteld waarmee toekomstige interventies gelegitimeerd zouden kunnen worden. Een afgezwakte versie hiervan werd onder de naam Responsibility to Protect uiteindelijk aangenomen op de VN wereldtop in 2005. 
Toepassing:
De VN heeft een toepassingspakket geïmplementeerd gebaseerd op de drie pilaren van de verantwoordelijkheid om te beschermen. Deze bestaat uit vier verschillende elementen.  

#### 1.	Opbouwen van capaciteit.
In overeenstemming met de verantwoordelijkheden uit pijler twee moet de internationale gemeenschap staten helpen hun verantwoordelijkheden richting de eigen bevolking na te komen. De manieren waarop deze hulp geboden kan worden zijn: publiekelijk of vertrouwelijk invloed uit te oefenen, educatie en training.  

#### 2.	Tijdig waarschuwen en problemen vaststellen.
Dit punt is voornamelijk gericht op preventie dit om andere opties dan het inzetten van militaire middelen te creëren. Het ontwikkelen van de capaciteit om tijdig problemen te signaleren binnen de VN steunt op drie principes. Het tijdig binnenstromen van accurate en relevante data om misstanden binnen een land te signaleren. Een sterke capaciteit binnen de VN om deze informatie te verwerken en te begrijpen. Snelle toegang tot de VN veiligheidsraad en de Secretaris Generaal zodat er op basis van de analyses en aanbevelingen snel gehandeld kan worden. 

#### 3.	Tijdige en resolute reactie.
Wanneer pijlers één en twee niet afdoende blijken om een populatie tegen ernstige misdaden te beschermen moet er snel en resoluut kunnen worden ingegrepen. 

#### 4.	Samenwerking met regionale en sub-regionale organisaties.
De effectiviteit van de verantwoordelijkheid om te beschermen hangt sterk af van de samenwerking met organisaties in het betreffende land en omgeving. Het rapport van de VN waarin deze elementen zijn opgenomen focust zich voor een groot deel op manieren waarmee de VN kan helpen regionale capaciteit op te bouwen.